# First Take
First Take è il primo album della cantante soul statunitense Roberta Flack, pubblicato nel 1969 da Atlantic Records.

## Descrizione
L'album deve il suo grande successo all'uso della canzone The First Time Ever I Saw Your Face nel film del 1971 di Clint Eastwood Brivido nella notte. L'inaspettato successo del brano lo porta a essere promosso come singolo e trascina il primo disco della Flack in vetta alla classifica degli album R&B per due settimane e a quella della chart pop per cinque settimane. È l'unico lavoro dell'artista a raggiungere il primo posto in una classifica statunitense. Il 19 aprile del 1972, la RIAA lo certifica disco d'oro. Il 30 gennaio 2006, l'album è certificato disco di platino per il milione di copie vendute.
In quel periodo, First Take è considerato un album «avvincente» e senza precedenti per un artista soul esordiente.
| Recensione | Giudizio |
| ---------- | -------- |
| AllMusic   | [ 1 ]    |

## Tracce
Lato A
1. Compared to What – 5:15 (Gene McDaniels) – Registrato il 25 febbraio 1969
2. Angelitos Negros – 6:55 (Manuel Álvarez Maciste) – Registrato il 24 febbraio 1969
3. Our Ages or Our Hearts – 6:09 (Donny Hathaway, Robert Ayers) – Registrato il 25 febbraio 1969
4. I Told Jesus – 6:08 (Tradizionale; arrangiamento di Roberta Flack) – Registrato il 25 febbraio 1969

Durata totale: 24:27
Lato B
1. Hey, That's No Way to Say Goodbye – 4:07 (Leonard Cohen) – Registrato il 26 febbraio 1969
2. The First Time Ever I Saw Your Face – 5:21 (Ewan MacColl) – Registrato il 25 febbraio 1969
3. Tryin' Times – 5:07 (Donny Hathaway, Leroy Hutson) – Registrato il 24 febbraio 1969
4. Ballad of the Sad Young Men – 7:03 (Frances Landesman, Thomas J. Wolf) – Registrato il 26 febbraio 1969

Durata totale: 21:38

## Musicisti
- Roberta Flack – pianoforte, voce
- John Pizzarelli – chitarra
- Ron Carter – contrabbasso
- Ray Lucas – batteria
- William Fischer – conduttore sezione strumenti ad arco (eccetto in: "Compared to What" e "Tryin' Times")
- Emanuel Green – violino (eccetto in: "Compared to What" e "Tryin' Times")
- Gene Orloff – violino (eccetto in: "Compared to What" e "Tryin' Times")
- Alfred Brown – viola (eccetto in: "Compared to What" e "Tryin' Times")
- Sewart Clarke – viola (eccetto in: "Compared to What" e "Tryin' Times")
- Theodore Israel – viola (eccetto in: "Compared to What" e "Tryin' Times")
- Charles McCracken – violoncello (eccetto in: "Compared to What" e "Tryin' Times")
- George Ricci – violoncello (eccetto in: "Compared to What" e "Tryin' Times")
- Frank Wess – sassofono tenore (nei brani: "Compared to What" e "I Told Jesus")
- Seldon Powell – sassofono baritono (nei brani: "Compared to What" e "I Told Jesus")
- Bennie Powell – trombone (nei brani: "Compared to What" e "I Told Jesus")
- Joe Newman – tromba (nei brani: "Compared to What" e "I Told Jesus")
- Jimmy Nottingham – tromba (nei brani: "Compared to What" e "I Told Jesus")

### Produzione
- Joel Dorn – produzione
- Registrazioni effettuate al Atlantic Recording Studios, New York City, New York
- William Arlt – ingegnere delle registrazioni
- Bob Liftin – ingegnere remixaggio
- Remixaggio effettuato al Regent Sound Studios di New York City
- Stanislaw Zagorski – design copertina album originale
- Ken Heinen – foto copertina album originale
- Les McCann – note retrocopertina album originale [3]

## Classifiche settimanali
| Classifica (1972) | Posizione massima |
| ----------------- | ----------------- |
| Stati Uniti       | 1                 |
| US Black Albums   | 1                 |